# Gecinulus
Gecinulus és un gènere d'ocells de la família dels pícids (Picidae ).

## Taxonomia
El gènere Gecinulus va ser introduït pel zoòleg anglès Edward Blyth el 1840 per donar cabuda al Picot dels bambús septentrional (Gecinulus grantia). El nom del gènere és un diminutiu del nom del gènere Gecinus que havia estat introduït per l'ornitòleg alemany Friedrich Boie el 1831. Gecinus combina el grec clàssic gē que significa "terra" o "terra" amb "kineō" que significa "moure".
El gènere conté tres espècies:
| Imatge | Nom científic       | Nom comú                        | Distribució                                                                 |
| ------ | ------------------- | ------------------------------- | --------------------------------------------------------------------------- |
|        | Gecinulus rafflesii | Picot ardent d'Indonèsia        | Myanmar, Tailàndia, Malàisia, Singapur, Brunei i Indonèsia                  |
|        | Gecinulus grantia   | Picot dels bambús septentrional | Bangla Desh, Bhutan, Xina, Índia, Laos, Myanmar, Nepal, Tailàndia i Vietnam |
|        | Gecinulus viridis   | Picot dels bambús meridional    | Myanmar, Laos, Tailàndia i la península Malaia                              |